# Недич, Милан
Ми́лан Не́дич (серб. Милан Недић / Milan Nedić; 2 сентября 1877, Белград, Сербия — 4 февраля 1946, Белград, ФНРЮ) — сербский военный и государственный деятель, генерал, министр обороны Югославии (1939—1940), в августе 1941 — октябре 1944 года премьер-министр марионеточного коллаборационистского «правительства национального спасения», созданного после оккупации Сербии немецкими войсками. По окончании войны был отдан под суд по обвинению в государственной измене и покончил жизнь самоубийством незадолго до вынесения приговора.

## Ранние годы
Милан Недич родился 2 сентября 1877 года. Его отец, Георгий, был мэром города, мать — педагогом. Окончил гимназию в Крагуеваце в 1895 году и поступил в Военную академию. В 1904 году окончил академию.
Участвовал в Балканских войнах, был награждён медалью за храбрость. В 1913 году повышен до подполковника, а уже в 1915 году стал самым молодым полковником сербской армии. Служил в сербском Генштабе. В сентябре 1918 года командовал пехотной бригадой на Салоникском фронте.

## Межвоенный период
После войны Недич продолжал служить командиром бригады, а в 1923 году произведён в генералы и получил командование над Дравской дивизией. В 1934—1935 гг. начальник Генштаба Югославии. В 1939 году назначен на должность министра армии и флота Королевства Югославия, но был отстранён от должности 6 ноября 1940 года за тёплые отношения с Гитлером.
29 октября 1940 года (на следующий день после начала итало-греческой войны) Недич передал Слободану Йовановичу послание для советского посла, в котором сообщил, что Германия ведет военную подготовку против СССР. Недич заявил в связи с этим, что скорее станет рядовым солдатом у Сталина, чем генералом у Гитлера.
Во время вторжения немцев в Югославию командовал 3-й армейской группой, которая располагалась в Македонии. Вёл бои с 12-й армией Вермахта. В ходе боёв отступил вглубь Сербии. 28 апреля заявил об ответственности за развал югославской обороны в Македонии во время вторжения стран Оси.

## Во главе коллаборационистского правительства Сербии
После оккупации страны немцами был под домашним арестом. Первоначально отказался от предложения стать во главе коллаборационистского правительства, но изменил свое решение, после того как узнал о планах немцев расчленить Сербию на зоны оккупации Венгрии, Болгарии, Италии и Хорватии. 28 августа Милан Недич возглавил «Правительство национального спасения» Сербии. 1 сентября объявил по белградскому радио о том, что собирается сотрудничать с немцами для того, чтобы «сохранить ядро сербского народа». 
Под патронажем Недича был создан Сербский добровольческий корпус войск СС. 
Было объявлено о возмездии: за убийство 1 немецкого солдата будет убито 100 сербов. В августе 1942 года немцы объявили, что Сербия полностью «очищена от евреев». 
На территории недичевской Сербии существовали 2250 начальных школ, 84 гимназии, 8 торговых академий, 4 средние и технические школы (без частных), 2 средние учительские средние школы. К 1 сентября 1941 на той же территории было 2112 начальных школ с 365 583 учениками, 73 гимназиями с 53 383 учениками. Университет был закрыт немцами, но свыше 1000 сербов получили высшее образование в Германии по стипендиям правительства Недича. Только в декабре 1943 немецкий комендант разрешил открыть университет с 6 факультетами (философский, юридический, сельскохозяйственный, богословский, технический, медицинский), но поступило только 414 студентов на 322 преподавателей.  
4 октября 1944 года его правительство было распущено, а 6 октября бежал в австрийский город Китцбюэль.

## Гибель
1 января 1946 года передан британцами в руки югославского правительства. 4 февраля покончил с собой, выбросившись из окна. В 1945 году покончил с собой в Австрии его младший брат генерал Милутин Недич.

## Оценки и память
Сербская академия наук и искусств включила Недича в список ста самых известных сербов. Во время правления Воислава Коштуницы в здании правительства Сербии портрет Недича висел среди портретов других руководителей Сербии. В 2008 году министр внутренних дел Ивица Дачич распорядился его убрать накануне заявленных маршей неонацистов. В 2008 году Сербская Либеральная партия потребовала реабилитации Милана Недича. Решением суда высшей инстанции от 2014 года ходатайство о судебной реабилитации Милана Недича было отклонено. Производство по делу возобновилось в июле 2015 года. Первое слушание состоялось в декабре 2015 года, через семь лет после подачи запроса. В июле 2018 года Высокий суд Белграда принял решение отклонить ходатайство о реабилитации.